# Waldkirch (Baden)
Waldkirch (pronunciación en alemán: /ˈvaltˌkɪʁç/ⓘ) es una ciudad alemana del estado de Baden-Wurtemberg. La llaman "el lugar de los órganos mecánicos", por los organillos fabricados y tocados en las calles por conocidos fabricantes, como A. Ruth e hijo, Bruder y Carl Frei (de Breda, Países Bajos).